# 洛斯塞德拉萊斯
洛斯塞德拉萊斯（西班牙語：Los Cedrales），是巴拉圭的城鎮，位於該國東部，由上巴拉那省負責管轄，距離亞松森386公里和佛朗哥總統城10公里，海拔高度185米，2002年人口9,003。